# Ciclosi
La ciclosi, o corrente citoplasmatica, è il flusso del citoplasma all'interno della cellula, guidato dalle forze del citoscheletro. È probabile che la sua funzione sia, almeno in parte, quella di accelerare il trasporto di molecole e organelli nella cellula.
Si osserva con relativa facilità nelle cellule vegetali, ad esempio nelle celle cellule internodali di Nitella (un'alga charoficea) e nelle foglie di Elodea.
Nelle cellule vegetali, i cloroplasti possono essere spostati, mediante ciclosi, in una posizione ottimale per l'assorbimento della luce per la fotosintesi. La velocità di movimento è solitamente influenzata dall'esposizione alla luce, dalla temperaturae dai livelli di pH.